# Naziha al-Dulaimi

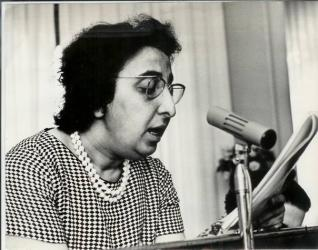
Naziha al-Dulaimi

Naziha Jawdet Ashgah al-Dulaimi (arabisch نزيهة جودت الدليمي, DMG Nazīha Ǧaudat ad-Dulaimī; geboren 1923 in Bagdad, Britisches Mandat Mesopotamien; gestorben 9. Oktober 2007 in Deutschland) war eine irakische Politikerin und Frauenrechtlerin. 1959 übernahm sie als erste Frau im Irak und generell in der arabischen Welt ein Ministeramt.

## Leben
Al-Dulaimi wurde 1923 in Bagdad geboren. Als eine der ersten Frauen studierte sie in den 1940er-Jahren an der Universität Bagdad Medizin. Schon während ihres Studiums, das sie als Doktorin der Medizin abschloss, war sie sowohl in feministischer als auch kommunistischer Hinsicht politisch aktiv; unter anderem beteiligte sie sich an den sogenannten al-Wathbah-Protesten im Januar 1948. Von der Fachrichtung her Gynäkologin, arbeitete sie nach Ende ihres Studiums in verschiedenen Krankenhäusern in Bagdad, Sulaimaniyya, Kerbela und Umarah als Ärztin. An ihrem jeweiligen Arbeitsort verteilte sie kostenlos Essen an Arme. Sowohl dieses soziale Engagement als auch ihre politischen Ansichten führten dazu, dass sie staatlich diskriminiert und so mehrfach gezwungen wurde, ihren Arbeitsort zu wechseln.
1947 wurde sie für eine Mitgliedschaft in der Irakischen Kommunistischen Partei vorgeschlagen und ein Jahr später offiziell aufgenommen. In den nächsten Jahren stieg sie bis in das Zentralkomitee der Partei auf. Daneben vertrat sie auch feministische Positionen, die sie an ihre marxistischen Positionen koppelte. So gehörte sie 1952 zu den Mitbegründerinnen der irakischen Frauenliga, die im Umfeld der Irakischen Kommunistischen Partei angesiedelt war. Da das damals bestehende Königreich Irak die Organisation nicht erlaubte, agierte die Vereinigung in den ersten Jahren im Untergrund, ehe sie nach dem Staatsstreich im Irak 1958 auch offiziell und in aller Öffentlichkeit für ihre Vorhaben eintreten konnte. Nur ein Jahr später hatte die irakische Frauenliga fast 25.000 Mitglieder und war so damals die größte und bedeutendste Frauenrechtsorganisation des Iraks. Unter dem neuen Premierminister Abd al-Karim Qasim konnte die Vereinigung erfolgreich für Reformen im Sinne der Frauenrechte eintreten. Am sogenannten Personal Status Law 1959, das Frauen progressive Rechte im Heirats-, Scheidungs- und Erbrecht zusicherte, war al-Dulaimi federführend beteiligt.
Im Juli 1959 holte Qasim al-Dulaimi in sein Kabinett, als erste Frau im Irak und der gesamten arabischen Welt. Gleichzeitig war sie auch das erste von der Irakischen Kommunistischen Partei gestellte Kabinettsmitglied. Al-Dulaimi wurde dabei zur Ministerin für Gemeinden ernannt, von Mai bis November 1960 war sie zusätzlich auch Staatsministerin. Als Ministerin setzte sie die Räumung einiger Slums in Bagdad um und setzte sich stattdessen für die Errichtung von sozialen Wohnungsbauten ein. Nach der Machtergreifung der Baath-Partei 1963 wurde sie aus der Politik gedrängt, setzte aber noch einige Jahre im Irak ihr Engagement für die irakische Frauenliga fort. Später hatte sie einige führende Positionen in der International Women’s Federation inne. Durch dieses Engagement machte sie sich über die Grenzen des Iraks hinaus einen Namen; als feministische Aktivistin war ihr Name in weiten Teilen der arabischen Welt bekannt. Innenpolitisch stand sie in Opposition zum Baath-Regime und wurde deshalb lange Zeit politisch verfolgt.
1978 war sie gezwungen, ihr Heimatland zu verlassen und ins Exil zu gehen. Zunächst lebte sie in Syrien und ging dann nach Prag, wo sie zwei Jahre für die Zeitschrift Probleme des Friedens und des Sozialismus arbeitete. Später zog sie nach Potsdam um, von wo aus sie ihr politisches Engagement im Irak fortsetzte. Bis zuletzt betätigte sie sich in der irakischen Frauenrechtsbewegung und besonders innerhalb der irakischen Frauenliga. 2004 veröffentlichte die in Paris lebende irakische Schriftstellerin und Journalistin Inaam Kachachi einen Dokumentarfilm über al-Dulaimi. Noch um 2005 herum lebte sie in der brandenburgischen Landeshauptstadt. In diesem Jahr veröffentlichte Guido Berg in den Potsdamer Neuesten Nachrichten ein Porträt über die „große alte Dame der Frauenrechtsbewegung“, die sich selbst als „gläubige Kommunistin“ bezeichnete, aber auch eingestand, über Probleme des von ihr angestrebten Sozialismus zu wenig gewusst zu haben. Den Sturz von Saddam Hussein und seiner Baath-Partei 2003 begrüßte sie als „Segen“, den sie mit der Hoffnung auf einen unabhängigen Irak und für sie persönlich zumindest die Möglichkeit zu einem Besuch in ihrer Heimat verband. Al-Dulaimi starb am 9. Oktober 2007 in einem deutschen Krankenhaus.

## Werke
- al-Mar’a al-Iraqiyya (1952)